# Заика, Кирилл Анатольевич
Заи́ка Кири́лл Анато́льевич (7 октября 1992, Успенское, Краснодарский край) — российский футболист, защитник клуба «Сочи».

## Карьера
В 18 лет привлечён скаутами «Ростова», за который провёл две игры в молодёжном первенстве и ушёл в «Таганрог», выступавший в первенстве ПФЛ.
С 2015 года играл за «Химки», став ключевым защитником команды. В мае 2018 года по решению генерального директора клуба был выведен из состава; вскоре подписал контракт с петербургским «Динамо», через несколько дней переименованное в «Сочи» и переехавшее на стадион «Фишт». Вместе с клубом вышел в премьер-лигу, в которой дебютировал 1 марта 2020 года в матче против тульского «Арсенала».

## Достижения
«Химки»
- Победитель Первенства ПФЛ (зона «Запад»): 2015/16

«Сочи»
- Серебряный призёр Первенства ФНЛ: 2018/19
- Серебряный призёр чемпионата России: 2021/22

## Статистика за сборные команды
| Сборные команды России                 | Сборные команды России | Сборные команды России | Сборные команды России | Сборные команды России | Сборные команды России | Сборные команды России | Сборные команды России |
| №                                      | Дата                   | Соперник               | Матч                   | Счёт                   | Минуты                 | Мячи                   | Источники              |
| -------------------------------------- | ---------------------- | ---------------------- | ---------------------- | ---------------------- | ---------------------- | ---------------------- | ---------------------- |
| Национальная сборная России по футболу |                        |                        |                        |                        |                        |                        |                        |
| —                                      | 26.03.2022             | Россия (21)            | тренировка             | 1:0                    | 45' ( 45')             | —                      | [ 7 ]                  |

## Личная жизнь
Супруга — Анна Чоловяга. С 2018 года Кирилл и Анна воспитывают сына.